# 한 솔로

한 솔로(Han Solo)는 영화 《스타 워즈 시리즈》에 등장하는 가공의 인물이다. 고향은 코렐리아 행성(Corellia)이다.

## 상세

### 새로운 희망
타투인 행성에서 루크 스카이워커와 처음 만난다. 칸티나에서 돈을 조건으로 루크 일행을 자기의 함선 밀레니엄 팔콘에 탑승시켜준다.

### 제국의 역습
밀레니엄 팔콘의 수리를 위해 랜도 캘리시언이 사는 베스핀행성에 갔다가 다스베이더에 의해 탄소냉동되었다. 탄소냉동된 상태로 현상금 사냥꾼 보바 펫에게 넘겨져 솔로에게 현상금을 건 자바 더 헛의 성으로 가게된다.

### 깨어난 포스
낡은 밀레니엄 팔콘을 핀과 레이가 가지고 탈출한다. 그때, 츄바카와 솔로는 화물선 에라바나를 타고 지나가다 견인 광선으로 밀레니엄 팔콘을 되찾고, 우주 해적 칸지 클럽, 가비안 데스갱과의 사투를 벌이게 된다. 그 후 핀과 레이를 저항군 기지까지 가는데 도와준다. 아이러니하게도 나중에 스타킬러 기지를 폭파시킬 때 원자로 다리 위에서 자신의 아들에게 라이트세이버로 복부를 관통당해 떨어지며 죽음을 맞이한다.

## 그 외
- 미국 영화 연구소 (AFI)가 기획한 AFI 100년 시리즈의 AFI 100년 시리즈 히어로 & 빌런에서 14위를 했다. 또, 솔로의 대사 "May the Force be with you"가 AFI 100년 시리즈 명대사에서 8위를 하였다.

- 배우 해리슨 포드가 연기했다. 처음에 조지 루커스감독은 주인공 역으로 무명 배우를 원했기 때문에, 이미 전작 《아메리칸 그래피티》로 저명해진 포드는 후보에 포함되지 않았다. 그러나 레이아 역 오디션의 상대 역을 맡았을 때의 연기를 인정 받아 솔로 역에 발탁됐다.

- 스타워즈 에피소드4 - 새로운 희망으로부터 10년 전 배경으로 하는 작품이자 2018년 5월 25일 북미 개봉 예정인 영화에서 주연 캐릭터로 등장하며 2016년 5월 6일 엘든 이렌리치가 연기를 하는 것으로 확정되었다.[1]